# Osaka (prefeitura)
Osaka (português brasileiro) ou Osaca/Ósaca (português europeu) (大阪府, Ōsaka-fu) é uma prefeitura do Japão localizada na região Kansai, na ilha de Honshu. A capital é a cidade de Osaka. É o centro da área Osaka-Kobe-Quioto. Osaka é um das duas "prefeituras urbanas" (府, fu) do Japão, Quioto sendo a outra (Tóquio tornou-se uma "prefeitura metropolitana" ou "to", em 1941).
Com 8 833 700 habitantes em 2008, figura como a terceira mais populosa prefeitura do Japão, e a segunda mais industrializada, concentrando cerca de 7% da população japonesa e 12,5% da economia do país em 2008.

## História
Até a Restauração Meiji, a região da prefeitura de Osaka era conhecida como as províncias de Kawachi, Izumi e Settsu.
A prefeitura de Osaka foi criada em 1868, no início da era Meiji.
Em 1º de setembro de 1956, a cidade de Osaka foi promovida para uma cidade designada (shitei toshi) e então dividida em 24 wards.
Em 2000, Fusae Ota tornou-se a primeira governadora mulher do Japão, quando substituiu Knock Yokoyama, que renunciou após uma acusação de assédio sexual.
Em 1º de abril de 2006, a cidade de Sakai foi promovida a uma cidade designada e então dividida em 7 wards.
Em 2008, Toru Hashimoto, famoso por ser um conselheiro na televisão, foi eleito com a idade de 38 anos como o governador mais jovem do Japão.

### Reforma

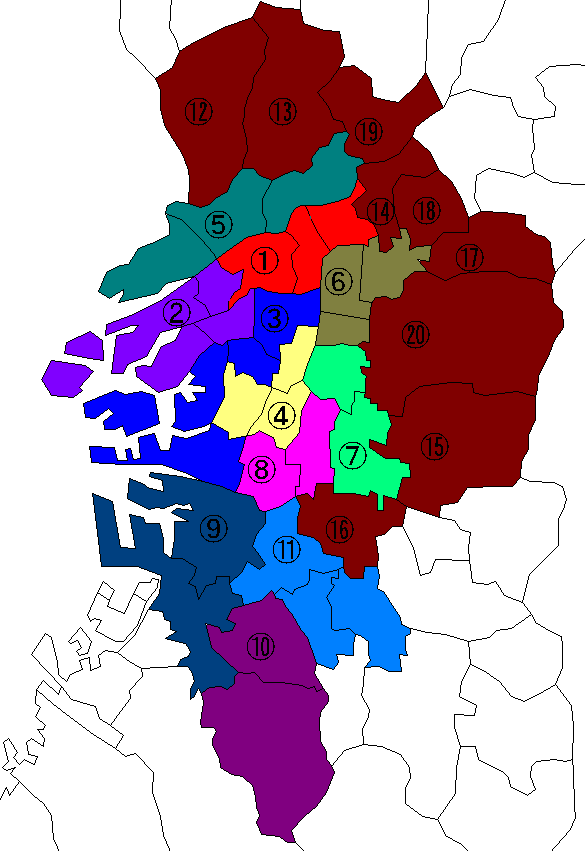
A divisão proposta por Hashimoto das cidades de Osaka e Sakai juntamente com outras 9 cidades em 20 wards especiais de forma semelhante a de Tóquio.

Em 2010, a Osaka Ishin no Kai foi criada com o apoio do governador Toru Hashimoto, na tentativa de transformar a prefeitura de Osaka na Metrópole de Osaka, reduzindo as organizações afilidades da prefeitura de Osaka e da cidade de Osaka.
Nas eleições locais de 2011, a associação conseguiu vencer a maioria dos assentos da prefeitura.

## Geografia
A prefeitura de Osaka faz fronteira com as prefeituras de Hyogo e de Kyoto ao norte, Nara ao leste e Wakayama ao sul. Ao oeste, localiza-se a Baía de Osaka. Os rios Yodo e Yamato passam pela prefeitura.
Antes da construção do Aeroporto Internacional de Kansai, Osaka era a menor prefeitura do Japão. A ilha artificial na qual o aeroporto foi construído adicionou terreno suficiente para torná-la ligeiramente maior que a prefeitura de Kagawa.
Em 31 de março de 2008, 10% da área total da prefeitura era considerada de parques naturais, chamados de Parque quase nacional de Kongo-Ikoma-Kisen, Parque quase nacional de Meiji no Mori Mino e Parque Natural Prefeitural de Hokusetsu. Em julho de 2011, um área adicional foi nomeada de proteção como o Parque Natural Prefeitural Hannan-Misaki.

### Cidades
33 cidades localizam-se na prefeitura de Osaka:
| - Daito - Fujiidera - Habikino - Hannan - Higashiosaka - Hirakata - Ibaraki - Ikeda - Izumi - Izumiotsu - Izumisano - Kadoma - Kaizuka - Kashiwara - Katano - Kawachinagano | - Kishiwada - Matsubara - Minoo - Moriguchi - Neyagawa - Osaka (capital) - Osakasayama - Sakai - Sennan - Settsu - Shijonawate - Suita - Takaishi - Takatsuki - Tondabayashi - Toyonaka - Yao |

### Distritos
- Distrito de Minamikawachi
- Distrito de Mishima
- Distrito de Senboku
- Distrito de Sennan
- Distrito de Toyono

## Economia

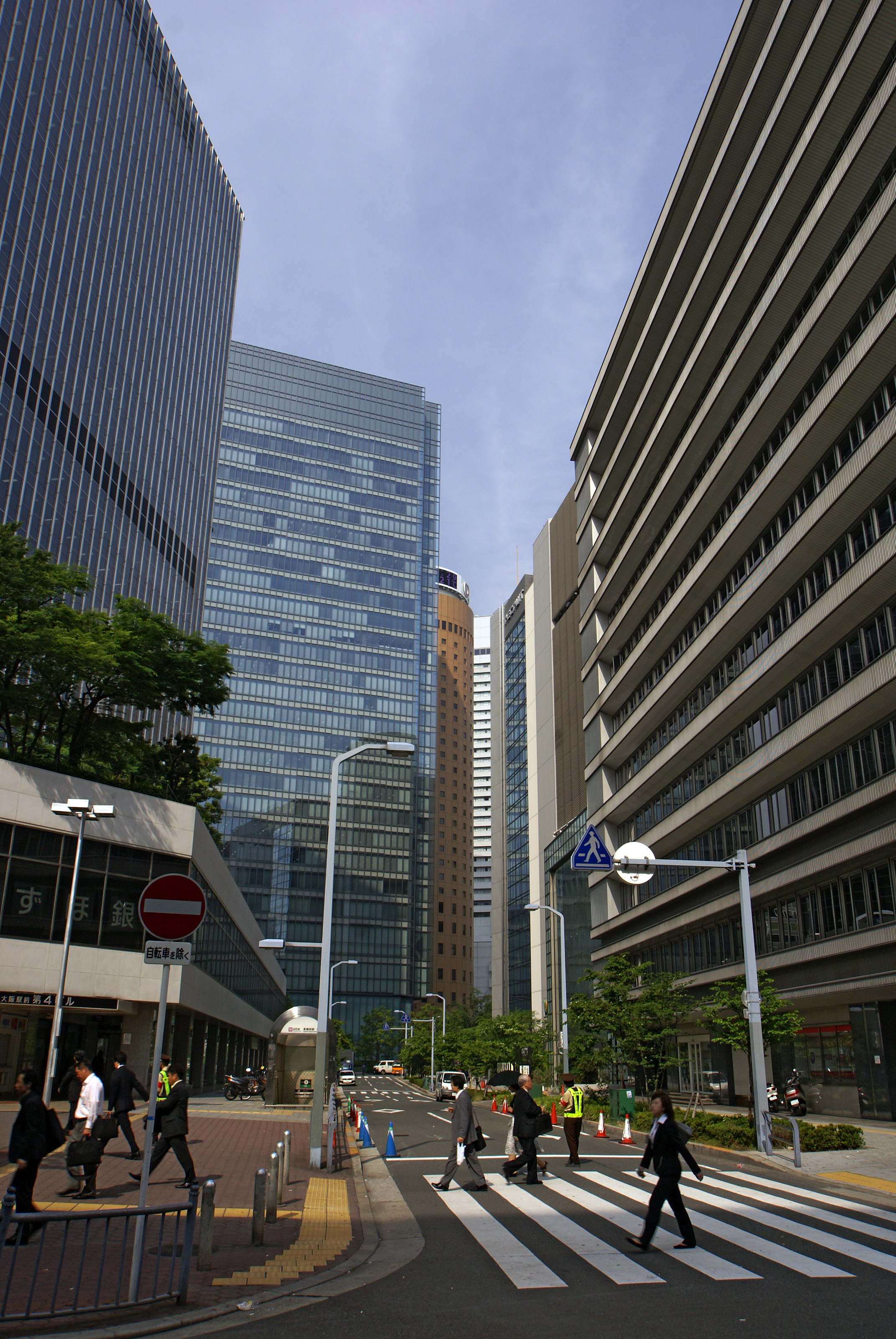
Distrito Diamante em Umeda

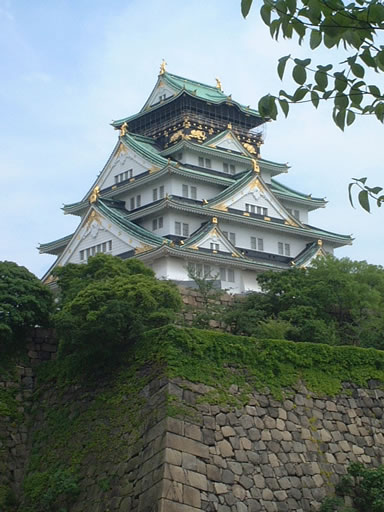
Castelo de Osaka

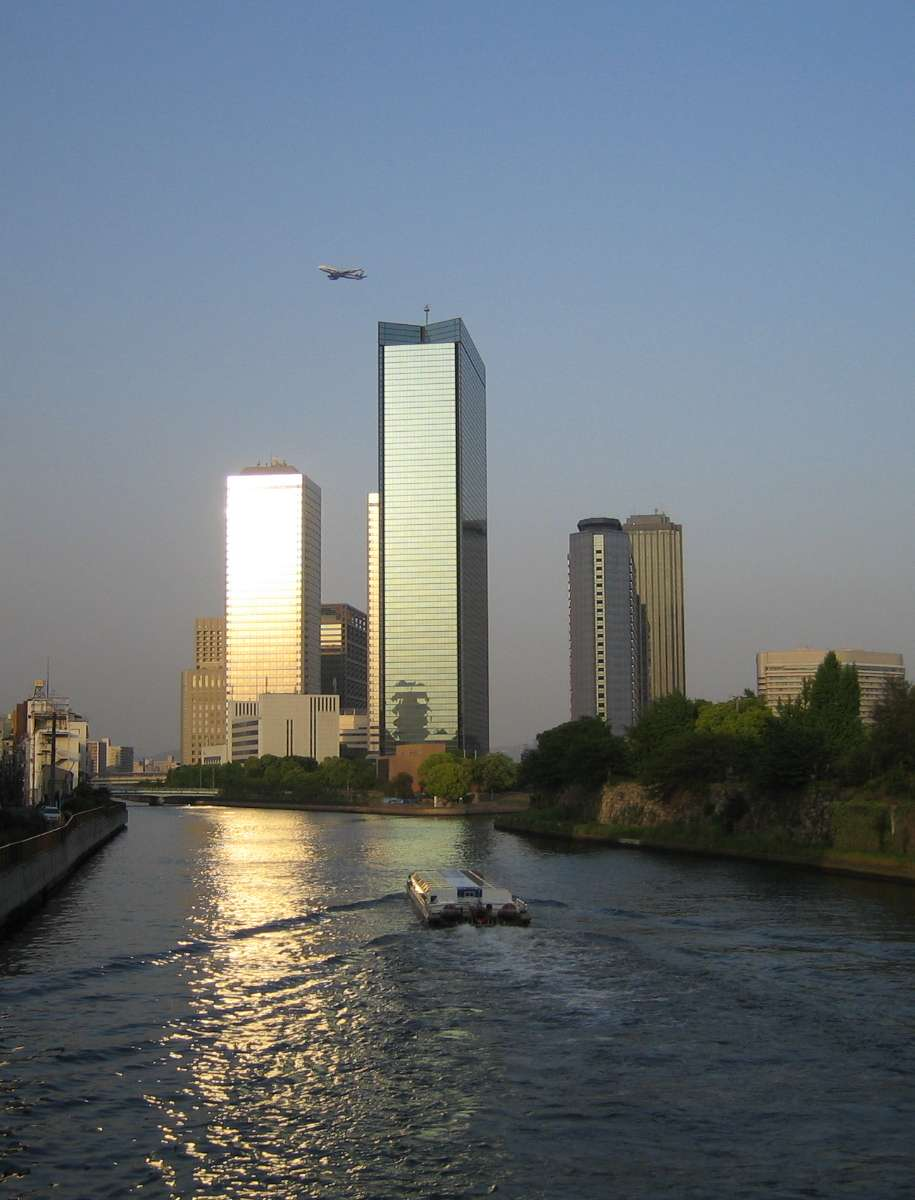
Parque do Castelo de Osaka e prédios comerciais

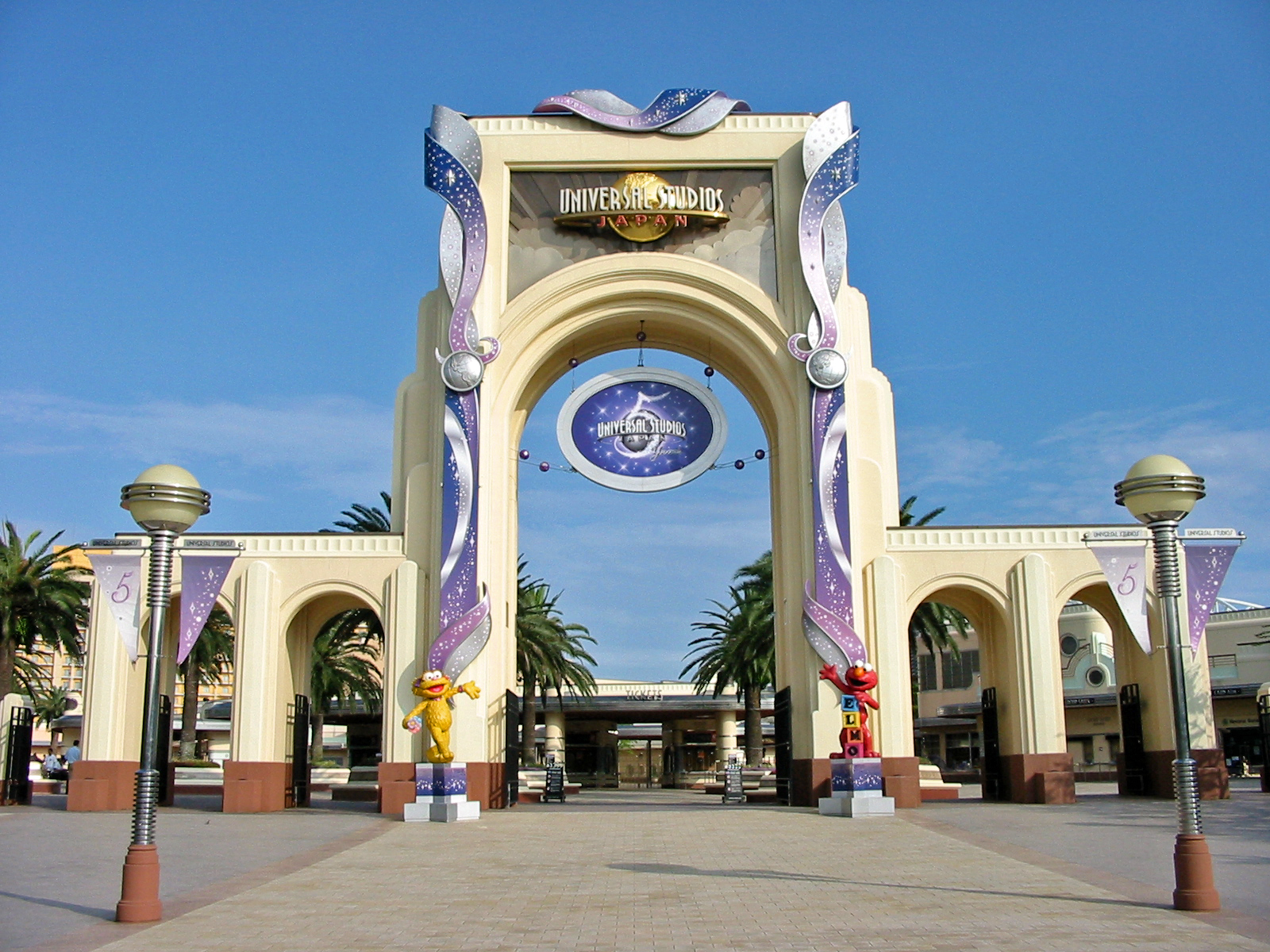
Universal Studios Japan

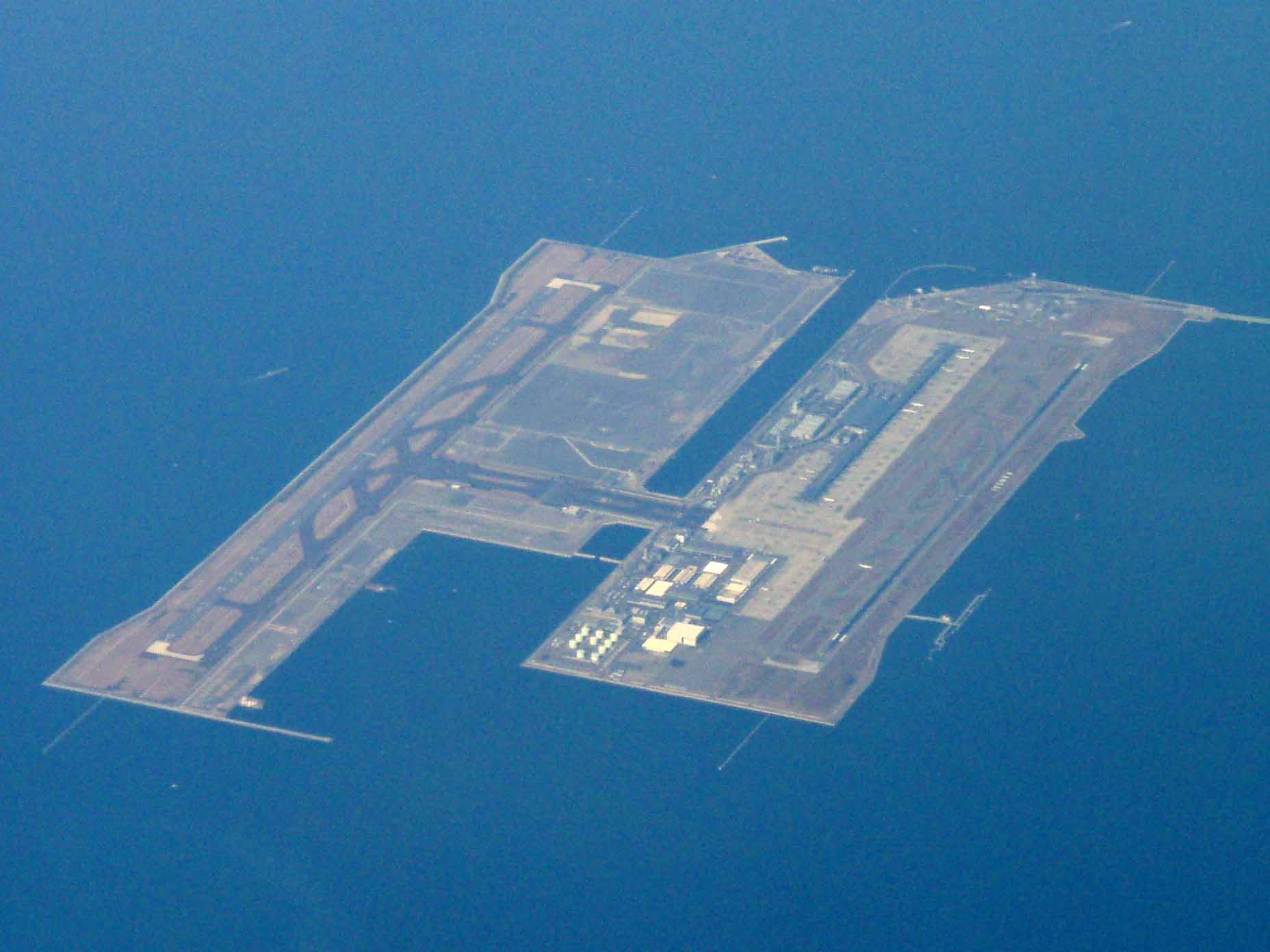
Aeroporto Internacional de Kansai

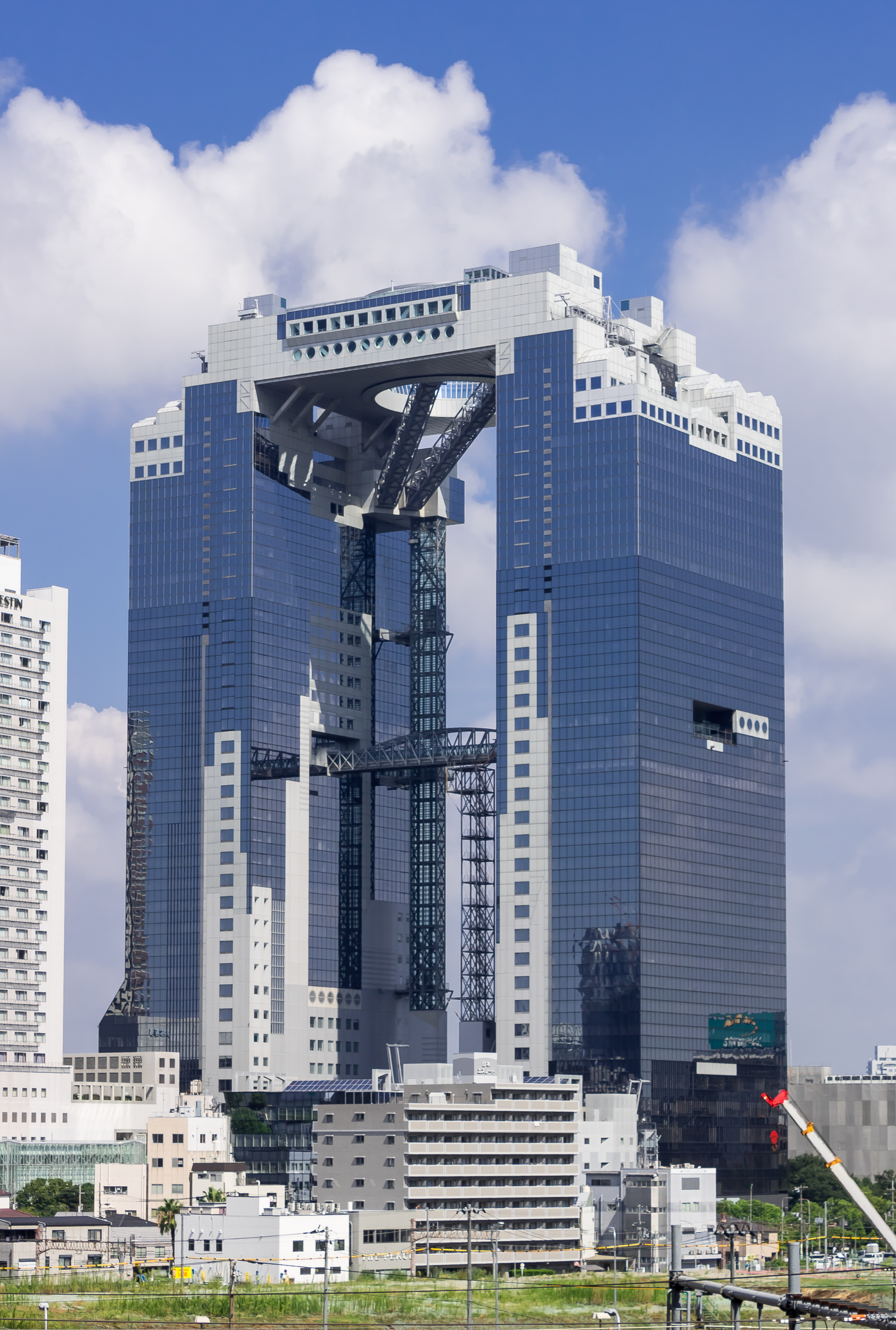
Umeda Sky Building

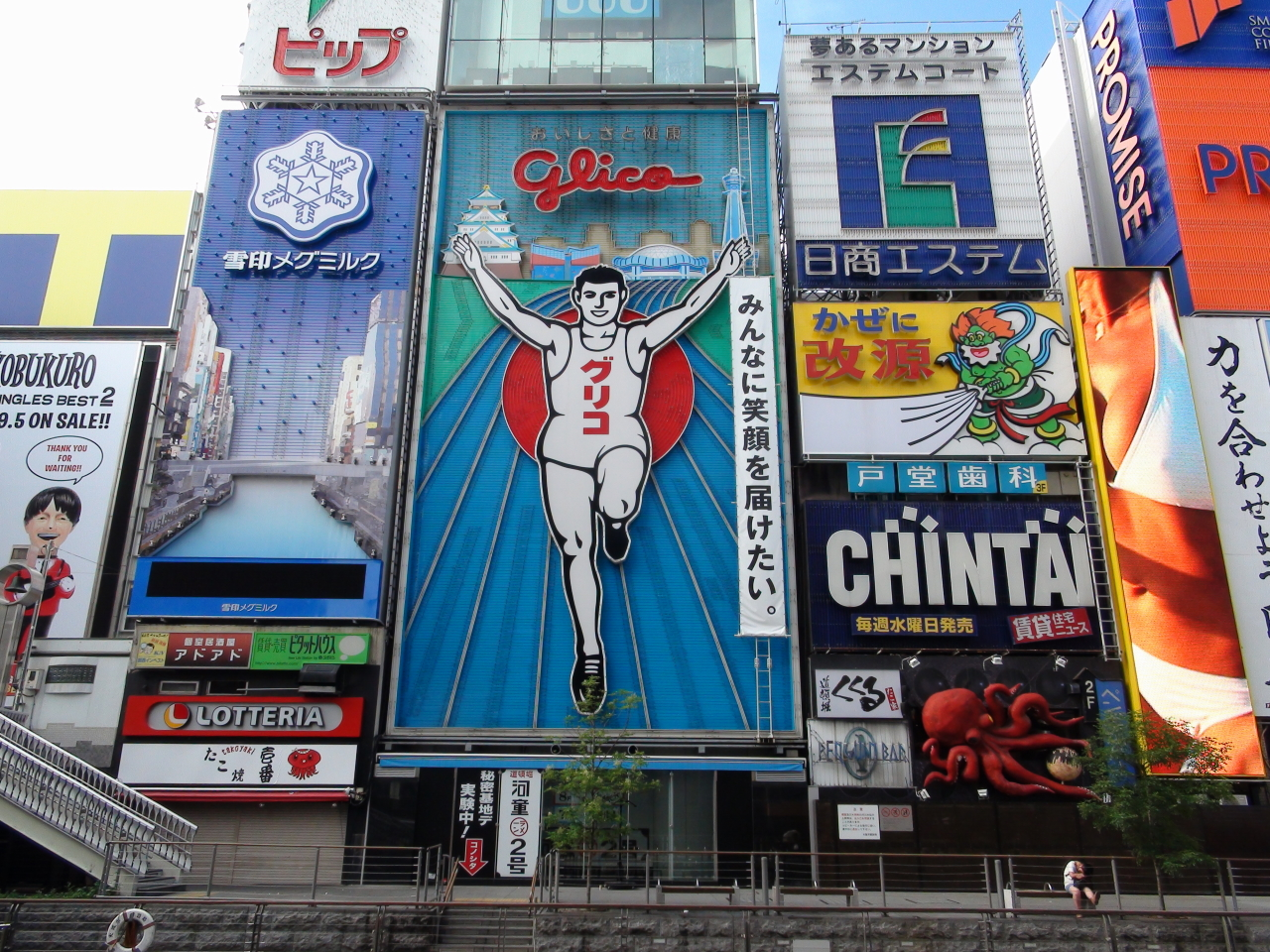
Anúncio famoso do homem da Glico em Dōtonbori

O produto interno bruto da prefeitura de Osaka no ano fiscal de 2004 foi de ¥38,7 trilhões, sendo superado economicamente no país apenas por Tóquio, com um aumento do PIB de apenas 0,9% em relação a 2003. Isto representou aproximadamente 48% do produto da região de Kinki. A renda per capital foi de ¥3,0 milhões, a 17ª do país. As vendas do comércio no mesmo ano foram de ¥60,1 trilhões.
Ofuscado pelos gigantes dos eletrônicos reconhecidos mundialmente, como Panasonic e Sharp, o outro lado da economia de Osaka poder ser caracterizado por atividades de pequenas e médias empresas. O número dessas empresas baseadas em Osaka em 2006 era de 330 737, contribuindo com 99,6% do número total de negócios na prefeitura. Apesar desta proporção ser semelhante a de outras prefeituras (a média nacional é de 99,7%), o produto manufaturado delas contribuiu com 65,4% do total da prefeitura, uma taxa sensivelmente maior do que a de Tóquio (55,5%) ou Kanagawa (38,4%). Um modelo de Osaka de servir ao interesse público e reestimular a economia regional combinado com esforços de cooperação indústria-educação é a tecnologia SOHLA, com seu projeto de satélite artificial. Tendo originalmente iniciado suas atividades a partir de Higashiosaka, a SOHLA cresceu não apenas na região de Kansai, mas também recebeu apoio do governo, através do suporte tecnológico e material da Agência de Exploração Aeroespacial do Japão (JAXA), e apoio financeiro da NEDO.
A Bolsa de Valores de Osaka, especializada em derivativos como o Nikkei 225 Futures, localiza-se na cidade de Osaka.
Existem muitas empresas instaladas na prefeitura, além de diversos segmentos industriais, com centenas de fábricas, com indústrias químicas, automobilísticas, farmacêuticas, de indústria têxtil, metalúrgica, relacionadas a alta-tecnologia, construção civil, produtos semi-manufaturados, naval e petroquímicas na prefeitura, principalmente nas áreas periféricas da cidade de Osaka e de cidades vizinhas ou próximas.

## Demografia
De acordo com o Censo Populacional do Japão de 2005, a prefeitura de Osaka tem uma população de 8 817 166 habitantes, com um aumento de 12 085, ou 0,14%, em relação ao Censo do ano de 2000.

## Cultura

### Templos
- Shitennō-ji
- Kanshin-ji
- Sumiyoshi Taisha

## Desporto

### Futebol
Cerezo Osaka
Gamba Osaka
FC Osaka

### Basebol
Orix Buffaloes

### Basquete
Osaka Evessa

### Voleibol
Osaka Blazers Sakai
Suntory Sunbirds
Panasonic Panthers

### Rugby
Kintetsu Liners

## Relações de amizade
A prefeitura de Osaka possui relação de cidade-irmã com essas dez localidades:
- São Paulo no Brasil (1969)
- Pindamonhangaba no Brasil (2010)
- Xangai na China (1980)
- Java Oriental na Indonésia (1984)
- Val-d'Oise na França (1987)
- Queensland na Austrália (1988)
- Krai do Litoral na Rússia (1992)
- Califórnia nos Estados Unidos (1994)
- Lombardia na Itália (2002)
- Dubai nos Emirados Árabes Unidos (2002)
- Cidade de Ho Chi Minh no Vietnã (2002)
- Jiangsu na China

## Símbolos da prefeitura
O símbolo da prefeitura de Osaka, chamado de sennari byōtan ou "mil cuias", foi originalmente o mon de Toyotomi Hideyoshi, o daimiô do Castelo de Osaka.

## Personalidades
- Yasunari Kawabata (1899-1972), prémio Nobel da Literatura de 1968